# Al Weaver
Al Weaver, pseudonimo di Alexander Paul Weaver (Bolton, 3 gennaio 1981), è un attore inglese.
L'attore è noto per il ruolo del curato Leonard Finch nella serie di ITV Grantchester (2014-in corso).

## Biografia
Weaver è nato nel quartiere metropolitano di Bolton nella contea di Greater Manchester, in Inghilterra. Ha frequentato la Rivington e la Blackrod High School e ha studiato recitazione alla Guildhall School of Music and Drama.
Il primo ruolo teatrale di spicco di Weaver è stato nella produzione di Trevor Nunn dell'opera shakespeariana Amleto, messa in scena nel 2004 all'Old Vic Theatre di Londra. Weaver interpretava il ruolo del principe di Danimarca il lunedì sera e in tutte le matinée, mentre l'attore Ben Whishaw interpretava il ruolo nelle rappresentazioni serali, dal martedì al sabato. Il politico britannico Michael Portillo ha lodato l'interpretazione di Weaver nel The New Statesman.
Weaver è poi apparso in ruoli minori in film come Colour Me Kubrick (2005), Il mercante di Venezia (2004), Marie Antoinette (2006), Unmade Beds (2009) e Me and Orson Welles (2009), Doom (2005), Colette (2018) e Armistice (2014).
In televisione interpreta il ruolo del poliziotto Billy Slaven in The Inspector Lynley Mysteries e il dipendente del National Antiquities Museum Andy Galbraith in un episodio di Sherlock. Ha anche recitato nella miniserie Five Days nel ruolo di Josh Fairley, e nella miniserie Five Daughters nel ruolo di Tom Alderton. Weaver è apparso anche in Secret State come Josh Leyton, in Southcliffe nel ruolo di Anthony, in Life in Squares nel ruolo del giovane Leonard Woolf, in The Smoke nel ruolo di Tom, in The Nativity nel ruolo di Thomas, e in Personal Affairs nel ruolo di Crawford Crawford. Nel settembre del 2017 la BBC ha annunciato che l'attore era entrato a far parte del cast della miniserie Press.
Il suo ruolo più noto è quello del giovane curato anglicano Leonard Finch nella serie TV Grantchester (dal 2014), personaggio che affianca il vicario di Grantchester, Sidney Chambers e, più tardi, Will Davenport.

## Filmografia

### Cinema
- Il mercante di Venezia, regia di Michael Radford (2004)
- Doom, regia di Andrzej Bartkowiak (2005)
- Colour Me Kubrick, regia di Brian W. Cook (2005)
- Marie Antoinette, regia di Sofia Coppola (2006)
- Me and Orson Welles, regia di Richard Linklater (2009)
- Unmade Beds, regia di Alexis Dos Santos (2009)
- Honeymooner, regia di Col Spector (2010)
- Powder, regia di Mark Elliott (2011)
- Armistice, regia di Luke Massey (2013)
- Kill Your Friends, regia di Owen Harris (2015)
- Love Is Thicker Than Water, regia di Ate de Jong e Emily Harris (2016)
- The Last Photograph, regia di Danny Huston (2017)
- Colette, regia di Wash Westmoreland (2018)
- Macbeth, regia di Kit Monkman (2018)
- Blue Iguana, regia di Hadi Hajaig (2018)
- Peterloo, regia di Mike Leigh (2018)
- The Complex: Lockdown, regia di Paul Raschid (2020)
- I'm Not in Love, regia di Col Spector (2021)
- We Are Tourists, regia di O'ar Pali (2024)

### Televisione
- Brum – serie TV, 1 episodio (2002)
- The Inspector Lynley Mysteries – serie TV, 2 episodi (2004)
- Five Days – serie TV, 5 episodi (2007)
- The Devil's Whore – serie TV, 2 episodi (2008)
- Personal Affairs – serie TV, 4 episodi (2009)
- Survivors – serie TV, 2 episodi (2010)
- Five Daughters – serie TV, 2 episodi (2010)
- Sherlock – serie TV, 1 episodio (2010)
- The Nativity – serie TV, 4 episodi (2010)
- Secret State – serie TV, 4 episodi (2012)
- Southcliffe – serie TV, 4 episodi (2013)
- The Smoke – serie TV, 1 episodio (2014)
- Grantchester – serie TV, 44 episodi (2014-in corso)
- Life in Squares – serie TV, 2 episodi (2015)
- The Hollow Crown – serie TV, 2 episodi (2016)
- Press – serie TV, 6 episodi (2018)
- The Mallorca Files – serie TV, 1 episodio (2019)
- The Chelsea Detective – serie TV, 1 episodio (2022)
- Miss Scarlet and the Duke – serie TV, 1 episodio (2024)